# HFS
Hierarchical File System (HFS), är ett filsystem utvecklat av Apple Computer som används på datorer som kör Mac OS Classic. Det är ursprungligen designat för att köras på en diskett och hårddiskar men det finns även på media som bara går att läsa ifrån såsom CD-rom. HFS kallas även HFS Standard och Mac OS Standard, och den kraftigt förbättrade efterföljaren HFS Plus kallas även för Mac OS Extended eller ibland (dock felaktigt) för HFS Extended.